# Attila à tête grise
Attila rufus
Ne doit pas être confondu avec Attila à calotte grise.
Espèce
Synonymes
- Tyrannus rufus

Statut de conservation UICN

 LC  : Préoccupation mineure
L'Attila à tête grise (Attila rufus) est une espèce de passereau de la famille des Tyrannidae.
Cet oiseau vit dans la forêt atlantique au Brésil.

## Sous-espèces
Cet oiseau est représenté par 2 sous-espèces :
- Attila rufus rufus : sud-est du Brésil (de l'État de Minas Gerais au Rio Grande do Sul) ;
- Attila rufus hellmayri Pinto, 1935 : est du Brésil (centre de l'État de Bahia).